# Scarfaced Charley
Scarfaced Charley o Chikchikam Lupatkue-latko (Oregon, 1851-1896) fou un cabdill modoc, dit així per un tall que duia a la cara, no se sap com se’l va fer. Era un reputat artesà. Va lluitar a la Guerra Modoc juntament amb Captain Jack i es destacà a Lost River el 1872. Va rebutjar participar en la mort de Canby, raó per la qual fou reconegut més tard com a cap dels modoc. El 1873 fou traslladat a la Reserva Quapaw, i el 1874 fou substituït com a cap per Bogus Charley. El 1880 fou convertit pels quàquers i el 1896 va morir de tuberculosi.